# Завод им. Никольского
Машинострои́тельный заво́д и́мени А. А. Нико́льского — машиностроительный завод в Новочеркасске.

## История
Основан немцем Ф. Фаслером в 1887 году как слесарная мастерская в городе Новочеркасске на проспекте Платовском, 69.
Разросся до чугуно-меднолитейного завода. В 1925 году, после национализации присвоено имя профсоюзного деятеля А. А. Никольского и стал наименоваться 2-м государственным механическим заводом.
В марте 2000 из-за финансовых затруднений завод вошел в ООО «Машиностроитель». Затем окончательно ликвидирован в 2005 году.